# خانه علی اکبر افشاریان
خانه علی اکبر افشاریان مربوط به دوره پهلوی اول است و در شیراز، محله درب شیخ، کوچه شاعلی، پلاک ۱۷ واقع شده و این اثر در تاریخ ۱۰ خرداد ۱۳۸۲ با شمارهٔ ثبت ۸۹۹۴ به‌عنوان یکی از آثار ملی ایران به ثبت رسیده است.